# Cratomelus meritus
Cratomelus meritus är en insektsart som beskrevs av Andrej Vasiljevitj Gorochov 1999. Cratomelus meritus ingår i släktet Cratomelus och familjen Anostostomatidae. Inga underarter finns listade i Catalogue of Life.